# Ксантип
Ксантип (гр. Ξάνθιππος) – атински политически и военен деец, син на Арифрон и баща на знаменития Перикъл.
Ксантип е близък до групировката на Алкмеонидите, което се доказва от неговата женитба с жена от този род – Агариста, племенница на реформатора Клистен. През 489 г. пр. Хр. той е сред основните обвинители на Милтиад (противник на Алкмеонидите) след неуспешния опит на последния да завладее остров Парос.
През 484 г. пр. Хр. Ксантип е изгонен от Атина посредством остракизъм (съхранен е чиреп с неговото име), но с нахлуването на Ксеркс през 480 г. пр. Хр. е върнат предосрочно и незабавно е избран за стратег. В това си качество, на следващата година е изпратен начело на силен флот към бреговете на малоазийска Йония и командва атинския флот в сраженето (479 пр.н.е.) при нос Микале. В резултат на извоюваната от гърците победа по-голяма част от областта е освободена от персийска власт.